# Пенсагель
Пенсаге́ль (фр. Pinsaguel, окс. Pinsaguèl) — коммуна во Франции, находится в регионе Юг — Пиренеи. Департамент — Верхняя Гаронна. Входит в состав кантона Порте-сюр-Гарон. Округ коммуны — Мюре.
Код INSEE коммуны — 31420.

## География

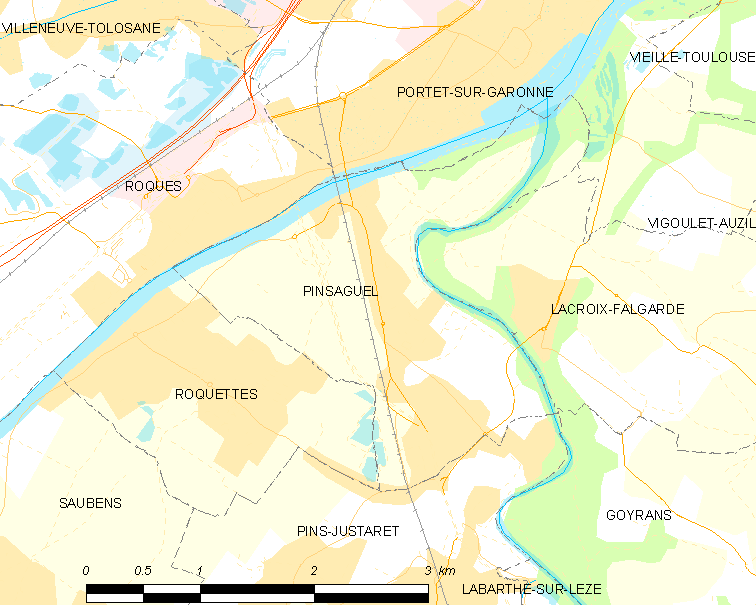
Карта коммуны

Коммуна расположена приблизительно в 600 км к югу от Парижа, в 12 км к югу от Тулузы.
По территории коммуны протекают реки Гаронна и Арьеж.

## Климат
Климат умеренно-океанический. Зима мягкая и снежная, весна характеризуется сильными дождями и грозами, лето сухое и жаркое, осень солнечная. Преобладают сильные юго-восточные и северо-западные ветры.

## Население
Население коммуны на 2010 год составляло 2611 человек.
| 1962 | 1968 | 1975 | 1982 | 1990 | 1999 | 2010 |
| ---- | ---- | ---- | ---- | ---- | ---- | ---- |
| 786  | 1638 | 1827 | 1970 | 2603 | 2464 | 2611 |

## Администрация
| Период | Период | Фамилия      | Партия       | Примечания |
| ------ | ------ | ------------ | ------------ | ---------- |
| 1971   | 1983   | Рене Мондо   |              |            |
| 1983   | 1995   | Робер Андрьё |              |            |
| 1995   | 2008   | Жак Арке     |              |            |
| 2008   | 2020   | Жан-Луи Коль | Разные левые |            |

## Экономика
В 2010 году среди 1685 человек трудоспособного возраста (15—64 лет) 1226 были экономически активными, 459 — неактивными (показатель активности — 72,8 %, в 1999 году было 70,4 %). Из 1226 активных жителей работали 1148 человек (610 мужчин и 538 женщин), безработных было 78 (40 мужчин и 38 женщин). Среди 459 неактивных 138 человек были учениками или студентами, 191 — пенсионерами, 130 были неактивными по другим причинам.

## Достопримечательности
- Замок и ферма Бертье (XIII век). Исторический памятник с 1941 года[4]
- Церковь Св. Петра